# Dazaifu Tenman-gū

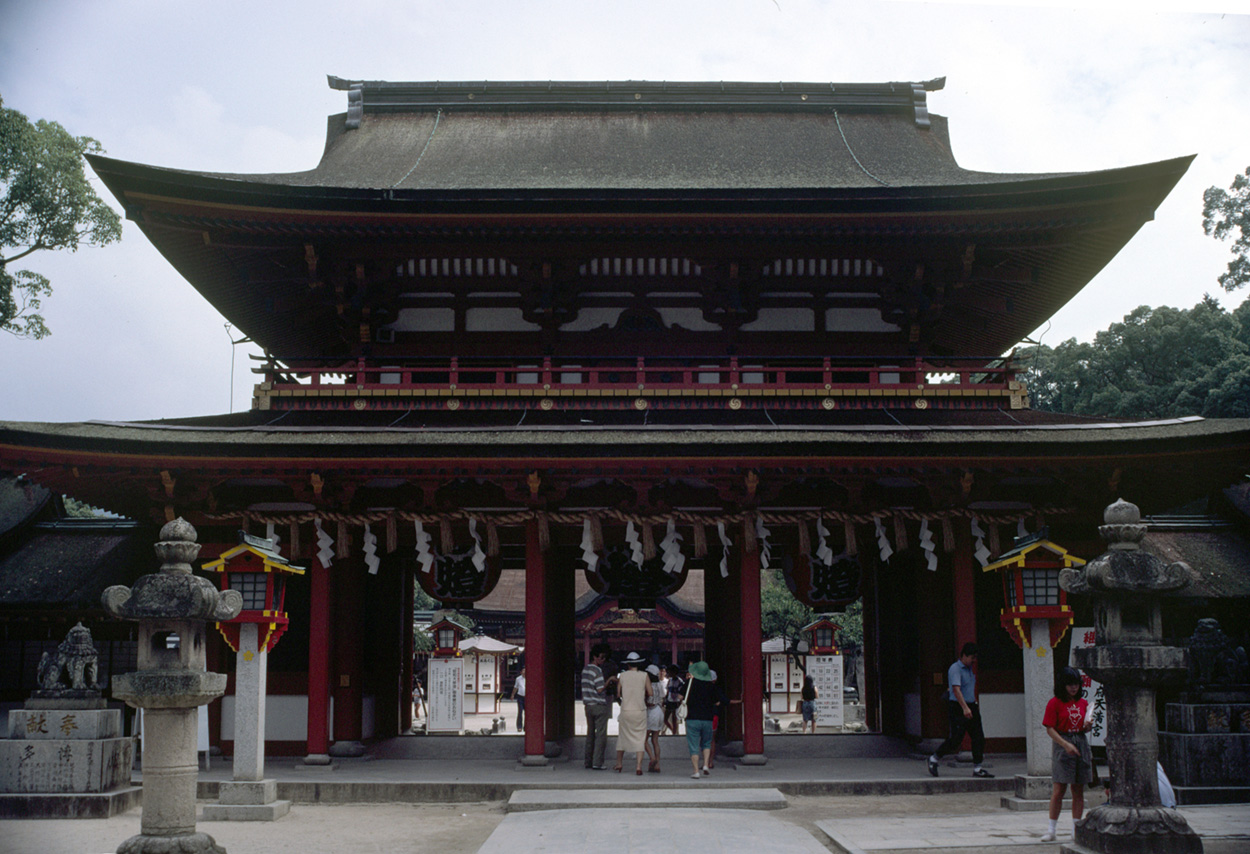
Das Haupttor des Dazaifu Tenman-gū

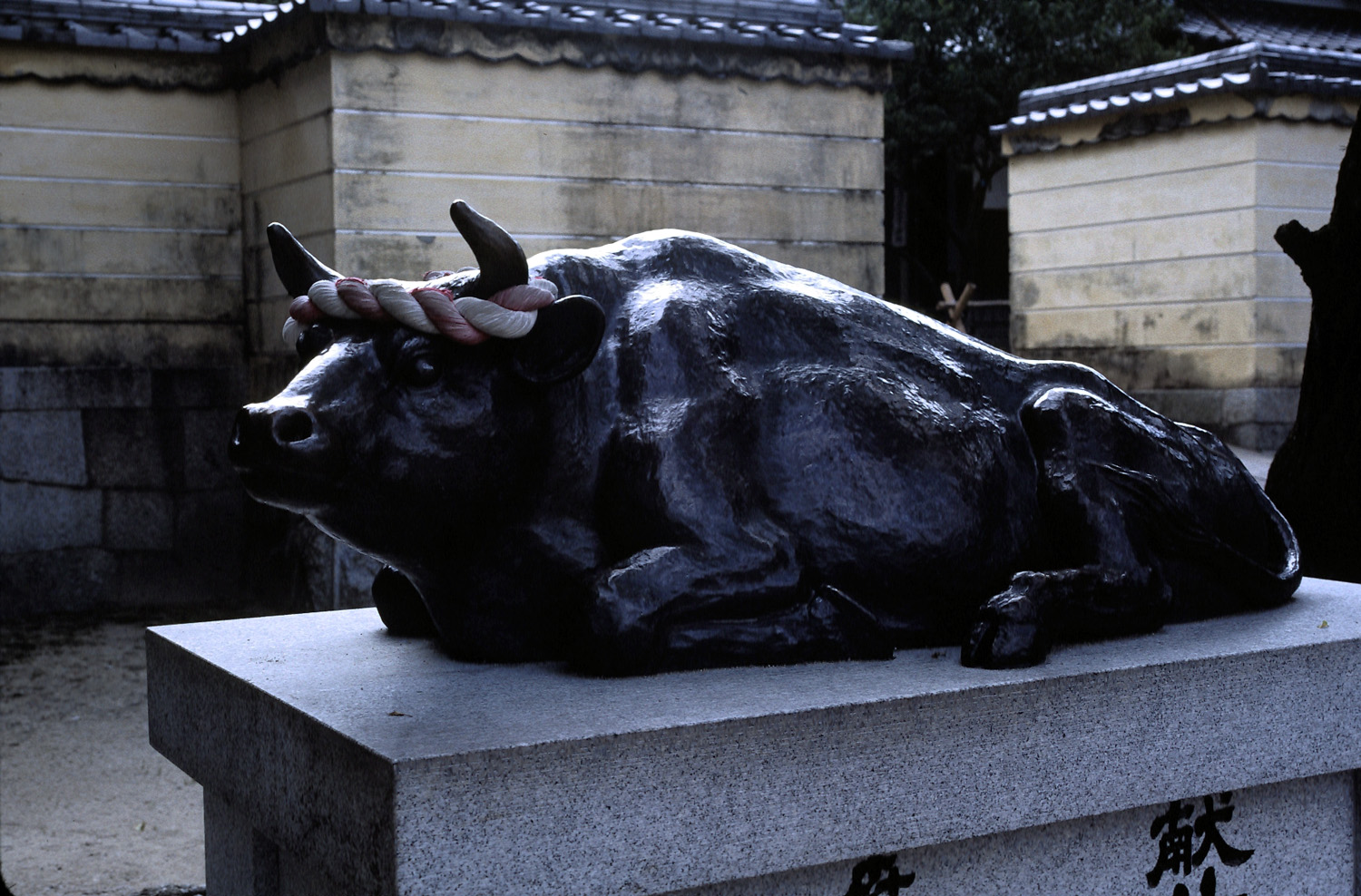
Bronze-Ochse vor der ersten Brücke am Ende des Aufgangweges

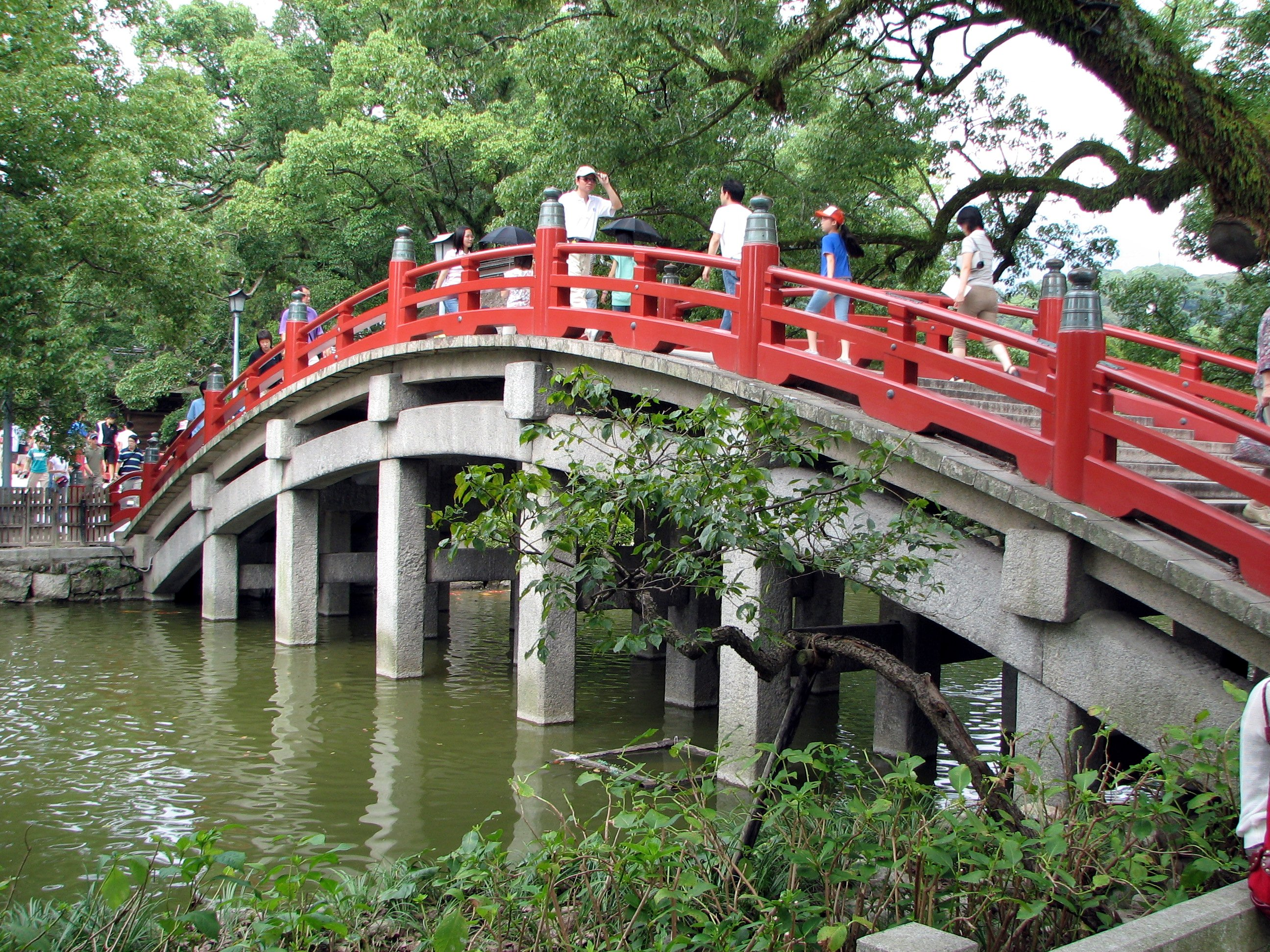
Zweite Brücke zum Torgebäude

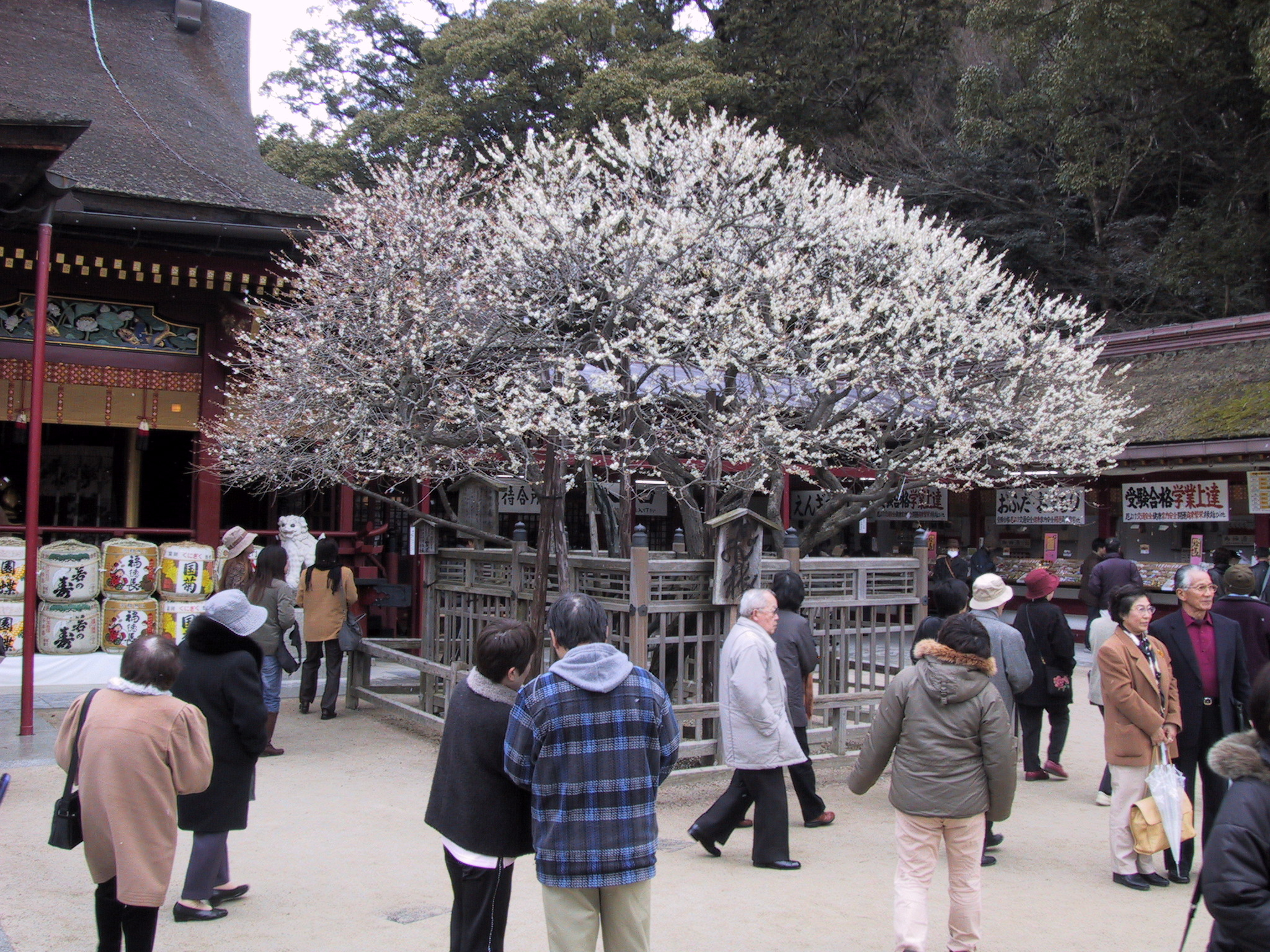
Der Pflaumen-Baum, der Sugawara no Michizane nachgeflogen sein soll

Der Dazaifu Tenman-gū (japanisch 太宰府天満宮) ist ein Shintō-Schrein und einer der Hauptschreine für den zur Gottheit (Kami) Tenjin erhobenen Gelehrten Sugawara no Michizane. Der Schrein befindet sich in Dazaifu auf der Insel Kyushu, dem Exil, in dem Sugawara no Michizane starb. Er gehört neben dem Hōfu Tenman-gū, in der Präfektur Yamaguchi und dem Kitano Tenman-gū in Kyoto zu den drei wichtigsten Verehrungsstätten des Tenjin.
Die Haupthalle des Schreins soll von seinem Jünger Umasake no Yasuyuki im Jahr 905 auf seinem Grab errichtet worden sein. Der Legende nach soll der Wagen mit dem Sarg Michizanes von einem Ochsen gezogen worden sein, den Yasuyuki zur Beerdigung führte. Mit einem Mal habe der Ochse Halt gemacht und ließ sich auch durch Drohen und Flehen nicht zum Weitergehen bewegen. Daher sei Michizane an dieser Stelle begraben worden.
Im Jahr 919 vergrößerte die Familie Fujiwara das Gebäude, das jedoch in den folgenden Bürgerkriegen niedergebrannt wurde. Die heutige Halle, ein Bau aus dem Jahr 1591 im Stil der Azuchi-Momoyama-Zeit, ist als Wichtiges Kulturgut Japans registriert. 
Der Weg zum zweistöckigen Torgebäude führt über zwei Bogenbrücken, die zwei Teiche überspannen. Das Gesamtareal des Schreins umfasst über 12 km² auf denen über 6.000 japanische Pflaumenbäume (Ume) in 197 Sorten angepflanzt sind. Der berühmteste von ihnen, der „fliegende Pflaumen-Baum“ (Tobiume) steht im Areal zwischen dem Haupttor und der Haupthalle. Der Überlieferung zufolge soll er sich aus Kyōto entwurzelt und Sugawara no Michizane ins Exil nachgeflogen sein. Außerdem befindet sich eine Reihe gewaltiger Kampferbäume auf dem Gelände. Der älteste wird auf 1.500 Jahre geschätzt. 
Das Amt des Schreinpriesters wurde bisher über 38 Generationen hinweg innerhalb der Familie weitergegeben. Der Priester des Dazaifu Tenman-gū ist außerdem traditionell ebenfalls der Priester des Kamado-Schreins.
Auf dem Gelände stehen zwei Nebenschreine (massha) namens Imaō-sha und Tarōsakon-sha auf dem Schreingelände, deren Gottheiten nicht bekannt sind. Dazu kommen zahlreiche weitere Nebenschreine für Verwandte und Vertraute Michizanes: der Kaede-sha (楓社) für seine Ehefrau Kankō Kita-no-kata, der Kankō-sha für seine vier Söhne (Takami, Kageyuki, Kaneshige und Fukashige) und seine weiteren Nachkommen bis ins sechste Glied, der Oimatsu-sha für Shimada Ason sowie der Tayū-sha für Watahari-haruohiko-tayū, beides zwei Jünger von Michizane. Weitere Nebenschreine sind u. a. der dem buddhistischen Mönch Hōjōbō-sonshi gewidmete Sonshi-sha, dazu der der buddhistischen Nonne Kakuju-ni gewidmete Kankō-sha (ein sessha) und der der buddhistischen Nonne Iyōmyō-ni gewidmete Hinoki-sha. Im Schatzhaus (Hōmotsuden) hütet man eine Reihe wertvoller Objekte. 
Ursprünglich gab es hier überdies fünf Tempel der buddhistischen Tendai-Schule, die enge Beziehungen zum Schrein pflegten. Diese wurden im Zuge der Trennung von Buddhismus und Shintō (Shinbutsu-Bunri) in der frühen Meiji-Zeit zerstört.